# محوطه لیسین سرسیاه کوه
محوطه لیسین سرسیاه کوه مربوط به دوران‌های تاریخی پس از اسلام است و در شهرستان املش، بخش رانکوه، روستای سیاه کوه واقع شده و این اثر در تاریخ ۲ آبان ۱۳۸۲ با شمارهٔ ثبت ۱۰۶۸۳ به‌عنوان یکی از آثار ملی ایران به ثبت رسیده است.